# Faustformelverfahren (Automatisierungstechnik)
Als Faustformelverfahren werden in der Automatisierungstechnik bzw. in der Regelungstechnik heuristische Methoden zur Dimensionierung eines Reglers bezeichnet, die ohne mathematisches Modell der Regelstrecke auskommen. Anstatt der Modellbildung müssen in der Regel Experimente an der zu regelnden Anlage vorgenommen werden.

## Methode von Ziegler und Nichols
Die Methode von Ziegler und Nichols ist ein heuristisches Verfahren zur Bestimmung von Reglerparametern. Der resultierende Regler kann ein P-, PI- oder PID-Regler sein.
Die Methode ist daher nur für existierende Anlagen geeignet, die stabil sind oder an denen instabiles Verhalten keine Schäden verursachen kann. Sie eignet sich daher nicht zum Einsatz in der Projektierungsphase einer Anlage.

### Gültigkeitsbereich
Die Reglereinstellungen nach Ziegler-Nichols sind für stark verzögernde Prozesse, wie sie z. B. in verfahrenstechnischen Prozessen auftreten, vorgesehen. Charakteristisch für solche Prozesse ist der Wendepunkt in der Sprungantwort.
Bei Einstellung des Reglers nach diesem Verfahren wird ein leicht schwingendes Führungsverhalten (schlechter als beim Reglerentwurf nach dem Betragsoptimum) aber ein gutes Störverhalten erreicht. Es eignet sich deshalb vor allem für Prozesse, bei denen überwiegend Störungen ausgeregelt werden sollen.

### Verfahren
Das Verfahren steht in zwei Varianten zur Verfügung. In der ersten Variante (auch: Einstellung auf den Stabilitätsrand) wird keine Annahme bezüglich des Übertragungsverhaltens der Regelstrecke getroffen. Der Regelkreis wird mit Hilfe eines proportionalen Reglers geschlossen und die Reglerverstärkung solange erhöht, bis der Ausgang des Regelkreises bei konstantem Eingang eine Dauerschwingung mit der Periode {\displaystyle T_{\text{krit}}} bei der Reglerverstärkung {\displaystyle K_{p,{\text{krit}}}} ausführt.

Abbildung 1: Sprungantwort einer Regelstrecke mit Wendetangente zur Bestimmung von Wert K (Wert der Ausgangsgröße im Beharrungszustand nach dem Sprung, aus dem der Stationäre Verstärkungsfaktor K_{s} berechnet wird), Verzugszeit T_{u} und Ausgleichszeit T_{g}. [5]

In der zweiten Variante (auch: zweite Einstellregel nach Ziegler/Nichols) wird die Regelstrecke als Übertragungsglied erster Ordnung mit Totzeit (PT1Tt-Glied) angenähert. Es müssen dessen stationäre Verstärkung {\displaystyle K_{s}}, die Zeitkonstante {\displaystyle T} sowie die Totzeit {\displaystyle T_{t}} bekannt sein und ggf. experimentell durch die Sprungantwort (siehe Abbildung 1) ermittelt werden. Es gilt näherungsweise mit den Werten aus der Sprungantwort {\displaystyle K=K_{s}}, {\displaystyle T=T_{g}} und {\displaystyle T_{t}=T_{u}}.
Die Einstellregeln für die Verstärkung {\displaystyle K_{p}}, die Nachstellzeit {\displaystyle T_{n}} und die Vorhaltzeit {\displaystyle T_{v}} lauten für beide Verfahren wie in folgender Tabelle angegeben:
| Voraussetzung                                   | Regler | Reglerparameter |
| ----------------------------------------------- | ------ | --- |
| Kritische Verstärkung und Periodendauer bekannt | P      | {\displaystyle K_{p}=0{,}5\cdot K_{p,\mathrm {krit} }}                                                                             |
| Kritische Verstärkung und Periodendauer bekannt | PI     | {\displaystyle K_{p}=0{,}45\cdot K_{p,\mathrm {krit} },T_{n}=0{,}85\cdot T_{\mathrm {krit} }}                                      |
| Kritische Verstärkung und Periodendauer bekannt | PD     | {\displaystyle K_{p}=0{,}55\cdot K_{p,\mathrm {krit} },T_{v}=0{,}15\cdot T_{\mathrm {krit} }}                                      |
| Kritische Verstärkung und Periodendauer bekannt | PID    | {\displaystyle K_{p}=0{,}6\cdot K_{p,\mathrm {krit} },T_{n}=0{,}5\cdot T_{\mathrm {krit} },T_{v}=0{,}125\cdot T_{\mathrm {krit} }} |
| Approximation der Strecke durch PT1Tt-Glied     | P      | {\displaystyle K_{p}=1/K_{s}\cdot T/T_{t}}                                                                                         |
| Approximation der Strecke durch PT1Tt-Glied     | PI     | {\displaystyle K_{p}=0{,}9/K_{s}\cdot T/T_{t},T_{n}=3{,}33\cdot T_{t}}                                                             |
| Approximation der Strecke durch PT1Tt-Glied     | PID    | {\displaystyle K_{p}=1{,}2/K_{s}\cdot T/T_{t},T_{n}=2\cdot T_{t},T_{v}=0{,}5\cdot T_{t}}                                           |

Die Nachstellzeit {\displaystyle T_{n}} gibt an, wann bei einer Sprungantwort die Wirkung des I-Anteils gleich groß ist, wie die Wirkung des P-Anteils:
{\displaystyle T_{n}=K_{p}\cdot T_{I}}
Die Vorhaltzeit {\displaystyle T_{v}} gibt an, wann bei einer Sprungantwort die Wirkung des D-Anteils gleich groß ist wie die Wirkung des P-Anteils:
{\displaystyle T_{v}={\frac {T_{D}}{K_{p}}}}
Differenzialgleichung des idealen PID-Reglers in Parallelstruktur mit Regelabweichung {\displaystyle e(t)}:
{\displaystyle u(t)=K_{p}e(t)+{\frac {1}{T_{I}}}\int _{0}^{t}{e(\tau )}d\tau +\ T_{D}{\frac {d}{dt}}e(t)}
{\displaystyle u(t)=K_{p}\left[e(t)+{\frac {1}{T_{n}}}\int _{0}^{t}{e(\tau )}d\tau +\ T_{v}{\frac {d}{dt}}e(t)\right]}

### Einschränkung
Ein Erzielen einer Schwingung an der Stabilitätsgrenze wie oben beschrieben kann jedoch nur dort durchgeführt werden, wo ein Ausscheren des realen Systems in den instabilen Bereich keine schädlichen Folgen hat. Ein instabiler Tempomat am Auto würde abwechselnd Vollgas geben und Vollbremsungen einleiten, was vielleicht noch in geeigneter Testumgebung durchführbar wäre, bei einem Autopiloten eines Passagierflugzeugs wären die Folgen sicherlich nicht tragbar.

## Einstellregeln nach Chien, Hrones und Reswick
Die Einstellregeln nach Chien, Hrones und Reswick sind eine 1952 entwickelte Vorgehensweise zur günstigen Einstellung von Reglern. Sie gelten als eine Weiterentwicklung der zweiten Methode von Ziegler und Nichols. Vorteilhaft ist, dass die Regelparameter getrennt sind für ein günstiges Stör- und Führungsverhalten. Sie sind ebenso unterteilt für aperiodische oder periodische Regelungen.

### Gültigkeitsbereich
Die Regeln gelten für Strecken höherer Ordnung, von denen die Parameter: stationäre Verstärkung {\displaystyle K_{s}}, Verzugszeit {\displaystyle T_{u}} und Ausgleichszeit {\displaystyle T_{g}} bekannt sein müssen. (Siehe Abbildung 1)

### Verfahren
Die Einstellregeln für die Verstärkung {\displaystyle K_{p}}, die Nachstellzeit {\displaystyle T_{n}} und die Vorhaltzeit {\displaystyle T_{v}} lauten wie in folgender Tabelle angegeben.
| Regler |                       | Aperiodischer Regelverlauf                                    | Aperiodischer Regelverlauf                                    | Regelverlauf mit 20 % Überschwingen                          | Regelverlauf mit 20 % Überschwingen                           |
| Regler | Störung               | Führung                                                       | Störung                                                       | Führung                                                      |                                                               |
| P      | {\displaystyle K_{p}} | {\displaystyle 0{,}3\cdot {\frac {T_{g}}{T_{u}\cdot K_{s}}}}  | {\displaystyle 0{,}3\cdot {\frac {T_{g}}{T_{u}\cdot K_{s}}}}  | {\displaystyle 0{,}7\cdot {\frac {T_{g}}{T_{u}\cdot K_{s}}}} | {\displaystyle 0{,}7\cdot {\frac {T_{g}}{T_{u}\cdot K_{s}}}}  |
| PI     | {\displaystyle K_{p}} | {\displaystyle 0{,}6\cdot {\frac {T_{g}}{T_{u}\cdot K_{s}}}}  | {\displaystyle 0{,}35\cdot {\frac {T_{g}}{T_{u}\cdot K_{s}}}} | {\displaystyle 0{,}7\cdot {\frac {T_{g}}{T_{u}\cdot K_{s}}}} | {\displaystyle 0{,}6\cdot {\frac {T_{g}}{T_{u}\cdot K_{s}}}}  |
| PI     | {\displaystyle T_{n}} | {\displaystyle 4\cdot T_{u}}                                  | {\displaystyle 1{,}2\cdot T_{g}}                              | {\displaystyle 2{,}3\cdot T_{u}}                             | {\displaystyle 1\cdot T_{g}}                                  |
| PID    | {\displaystyle K_{p}} | {\displaystyle 0{,}95\cdot {\frac {T_{g}}{T_{u}\cdot K_{s}}}} | {\displaystyle 0{,}6\cdot {\frac {T_{g}}{T_{u}\cdot K_{s}}}}  | {\displaystyle 1{,}2\cdot {\frac {T_{g}}{T_{u}\cdot K_{s}}}} | {\displaystyle 0{,}95\cdot {\frac {T_{g}}{T_{u}\cdot K_{s}}}} |
| PID    | {\displaystyle T_{n}} | {\displaystyle 2{,}4\cdot T_{u}}                              | {\displaystyle 1\cdot T_{g}}                                  | {\displaystyle 2\cdot T_{u}}                                 | {\displaystyle 1{,}35\cdot T_{g}}                             |
| PID    | {\displaystyle T_{v}} | {\displaystyle 0{,}42\cdot T_{u}}                             | {\displaystyle 0{,}5\cdot T_{u}}                              | {\displaystyle 0{,}42\cdot T_{u}}                            | {\displaystyle 0{,}47\cdot T_{u}}                             |

### Einschränkung
Es gelten die gleichen Einschränkungen wie bei der Methode von Ziegler und Nichols. Zur Bestimmung der Strecken-Kennwerte müssen Experimente am ungeregelten Prozess durchführbar sein, ohne dass dieser dadurch beschädigt wird.

### Verbesserungen am Chien, Hrones und Reswick - Verfahren
Unter der Leitung von Samal wurden weitere Optimierungen an den Reglerparametern durchgeführt. Sie sind im Buch „Praktische Regelungstechnik“ von Wolfgang Schneider und Berthold Heinrich unter „Empirische Einstellwerte nach Samal“ aufgelistet.

## T-Summen-Regel
Diese Regel gilt für Strecken mit Tiefpassverhalten, die eine S-förmige Sprungantwort aufweisen. Sie sind durch die Übertragungsfunktion
{\displaystyle G(s)=K_{S}{\frac {(1+T_{D,1}s)(1+T_{D,2}s)\ldots (1+T_{D,m}s)}{(1+T_{1}s)(1+T_{2}s)\ldots (1+T_{n}s)}}e^{-sT_{t}}}
beschrieben. Die Summenzeitkonstante {\displaystyle T_{\Sigma }} wird als Summe aller verzögernden Zeitkonstanten abzüglich aller differenzierenden Zeitkonstanten gebildet:
{\displaystyle T_{\Sigma }=T_{1}+T_{2}+\ldots +T_{n}-T_{D,1}-T_{D,2}-\ldots -T_{D,m}+T_{t}.}
Die Summenzeitkonstante kann auch direkt aus der experimentell ermittelten Übergangsfunktion ermittelt werden. Es gilt
{\displaystyle T_{\Sigma }=\int _{0}^{\infty }\left(1-{\frac {y(t)}{K_{S}}}\right)dt}
mit {\displaystyle y(t)\;} Sprungantwortfunktion der Regelstrecke.
Für die Reglereinstellungen gilt dann folgendes:
- PI-Regler: {\displaystyle K_{P}=0{,}5/K_{S},\;T_{N}=0{,}5T_{\Sigma }}
- PID-Regler: {\displaystyle K_{P}=1/K_{S},\;T_{N}=0{,}66T_{\Sigma },\;T_{V}=0{,}167T_{\Sigma }}

oder für schnelleren Regelverlauf:
- PI-Regler: {\displaystyle K_{P}=1/K_{S},\;T_{N}=0{,}7T_{\Sigma }}
- PID-Regler: {\displaystyle K_{P}=2/K_{S},\;T_{N}=0{,}8T_{\Sigma },\;T_{V}=0{,}194T_{\Sigma }}

## Vergleich der Verfahren

Vergleich der Faustformeln anhand einer Beispiel-Regelstrecke

Mit einem Skript in Scilab wurden folgende Parameter für die Modell-Regelstrecke ermittelt:
```
==========================================================
 Parameter der Regelstrecke
 T1=2.400000 T2=1.200000 T3=0.600000 T4=0.100000
                     1
    -----------------------------------
                    2        3         4
    1 + 4.3s + 5.46s + 2.232s + 0.1728s
 Tu=1.030072 Tg=5.183502 Tg/Tu=5.032175 TSum=4.348428
 ==========================================================
 Ziegler-Nichols
 KR=6.038610 Tn=2.060144 Tv=0.515036
 ==========================================================
 Chien/Hrones/Reswick (aperiodisch)
 KR=3.019305 Tn=5.183502 Tv=0.515036
 ==========================================================
 Chien/Hrones/Reswick (überschwingen)
 KR=4.780567 Tn=6.997728 Tv=0.484134
 ==========================================================
 T-Summe
 KR=1.000000 Tn=2.900402 Tv=0.726187
 ==========================================================
 T-Summe (schnell)
 KR=2.000000 Tn=3.478742 Tv=0.847943
 ==========================================================
```

## Empirische Dimensionierung
In der industriellen Praxis werden Regelkreise häufig ohne Verwendung eines Modelles durch Ausprobieren von Reglereinstellungen realisiert. Dabei werden zumeist Proportional-Integral-Differential-Regler (PID-Regler) verwendet. Die Parameter für den Proportional-, Integral- und Differentialanteil werden nach praktischen Erfahrungswerten vorgewählt und dann variiert.

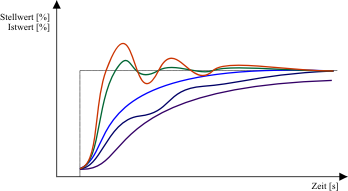
Unterschiedliche Regelgrößenverläufe (Istwerte) nach einem Stellgrößensprung bei verschiedenen Reglereinstellungen.

Anhand der Istwertverläufe kann der Regelkreis nachoptimiert werden:
- Violett: Istwert nähert sich nur langsam dem Sollwert.
Einstellregel: Proportionalanteil erhöhen. Falls dies zu einer Verbesserung führt, anschließend Integrationszeit verkleinern. Dieses wiederholen bis ein zufriedenstellendes Reglerergebnis erreicht ist.
- Blau: Istwert nähert sich mit leichten Schwingungen nur langsam dem Sollwert.
Einstellregel: Proportionalanteil erhöhen. Falls dies zu einer Verbesserung führt, anschließend Vorhaltzeit (Differenzierzeit) verkleinern. Dieses wiederholen bis ein zufriedenstellendes Reglerergebnis erreicht ist.
- Hellblau: Istwert nähert sich  dem Sollwert ohne wesentlich überzuschwingen.
Optimales Reglerverhalten für Prozesse, die kein Überschwingen zulassen.
- Grün: Istwert nähert sich  dem Sollwert mit leichtem gedämpften Überschwingen.
Optimales Reglerverhalten für schnelles Anregeln und zum Ausregeln von Störanteilen.
Einstellregel: Das erste Überschwingen soll 10 % des Sollwertsprungs nicht überschreiten.
- Rot: Istwert nähert sich schnell dem Sollwert, schwingt aber weit über. Die Schwingungen sind gedämpft und damit gerade noch stabil
Einstellregel: Proportionalanteil vermindern. Falls dies zu einer Verbesserung führt, anschließend Integrationszeit vergrößern. Dieses wiederholen bis ein zufriedenstellendes Reglerergebnis erreicht ist.